# Sisenna Statilius Taurus
Sisenna Statilius Taurus (vollständiger Name vielleicht Titus Statilius Sisenna Taurus) war ein römischer Politiker und Senator.
Sisennas Großvater war Titus Statilius Taurus, der zweimal, 37 und 26 v. Chr., Konsul gewesen war. Seine Beamtenlaufbahn ist unbekannt, nur das ordentliche Konsulat im Jahr 16 n. Chr. ist überliefert.
Sisenna besaß große Güter in Dalmatien und Oberitalien und ein Haus auf dem Palatin in Rom, das früher Marcus Tullius Cicero gehört hatte. Er hatte einen gleichnamigen Sohn, der Salius Palatinus war, und eine Tochter namens Statilia Cornelia.